# LEADER-Region Kufstein Umgebung – Untere Schranne – Kaiserwinkl
Die lokale Aktionsgruppe Kufstein und Umgebung – Untere Schranne – Kaiserwinkl (Regionalmanagement) setzt sich für die nachhaltige Entwicklung der Region ein, die aus den 12 Gemeinden der Planungsverbände 27 – Kufstein und Umgebung und 28 – Untere Schranne-Kaiserwinkl gebildet wird. Während alle Gemeinden des PV 27 zum Bezirk Kufstein gehören, liegen die zwei Gemeinden im Osten des PV 28, Kössen und Schwendt, im Bezirk Kitzbühel.
Die LEADERregion Kufstein und Umgebung – Untere Schranne – Kaiserwinkl ist damit eine von acht LEADERregionen in Tirol, und die einzige, die für die Förderperiode 2014–2020 neu begründet wurde. Der zugehörige Verein, LEADERVerein Kufstein und Umgebung – Untere Schranne – Kaiserwinkl,  wurde im Oktober 2014 gegründet, die offizielle Beurkundung der Leaderregion durch Landwirtschaftsminister Rupprechter erfolgte im Juni 2015.
Die beiden Planungsverbände 27 und 28 und somit auch die beteiligten Gemeinden sind Teil der EUREGIO Inntal-Chiemsee-Kaisergebirge-Mangfalltal. Um die Kooperation und den Austausch zu fördern hat die LEADER-Region ihr Büro am gleichen Standort wie die Euregio Inntal in Kufstein.

## Ziel
Ziel der LEADER-Region ist die nachhaltige und zukunftsweisende Entwicklung der Region.
Die lokale Entwicklungsstrategie soll umgesetzt werden und dadurch eine Steigerung der Wertschöpfung, eine Stärkung der für das Gemeinwohl wichtiger Strukturen und Funktionen sowie eine Festigung oder nachhaltige Weiterentwicklung der natürlichen Ressourcen und des kulturellen Erbes erreicht werden.

## Aufgaben
Die LEADER-Region Kufstein und Umgebung, Untere Schranne, Kaiserwinkl ist dafür da die Region nachhaltig zu entwickeln und voranzubringen. Sie agiert als Schnittstelle zwischen Land, Bund, EU und den Bürgern der Region, aber vor allem ist sie Ansprechpartner bei Projektentwicklungen, Förderanträgen und hilft bei der Vernetzung der Region.
Seit 2014 hilft sie Projektträgen ihre Ideen in die Wirklichkeit umzusetzen. Somit konnten bereits viele Erfahrungen in allen Bereichen gesammelt werden. Dank der Unterstützung der KUUSK-Mitglieder sowie weiterer regionaler Akteure konnten viele Projekte erfolgreich initiiert und umgesetzt werden.

## Region
Die Region befindet sich an der nördlichen Pforte Tirols, an der Grenze zu Bayern. 2015 hatten insgesamt ca. 47.000 Personen ihren Wohnsitz in der Region. Sie erstreckt sich über ca. 435 km². 12 % des Gebiets, sind Dauersiedlungsraum, eine etwa gleich große Fläche steht unter Naturschutz. Darunter befindet sich das Gebiet, das zum Naturschutzgebiet Kaisergebirge gehört, weiters die Kufsteiner und Langkampfener Innauen und die Schwemm in Walchsee, das größte Moorgebiet (66 ha) des Landes Tirol und wichtiger Wasserspeicher der Region. Unmittelbar angrenzend erheben sich die schroffen Bergketten des Wilden und Zahmen Kaisers mit ihren naturgeschützten Wald- und Felsfluren über das Kaisertal.
Vom Inntal bis zum Mittelgebirge an den Flanken der Brandenberger Alpen und des Kaisergebirges im Osten wird Grünland- und Waldwirtschaft betrieben, landschaftsökologisch eng mit dem zweisaisonalen Tourismus verbunden, der von Thiersee über den Walchsee bis zur Großache dominiert.
Das Inntal, die Hauptschlagader, sieht sich einer starken Konkurrenz um die Nutzung von Grund und Boden ausgesetzt. Hier schlägt der Puls der gewerblichen und industriellen Produktion und des Handels. Entlang des Inns, zwischen Langkampfen und Kufstein, befinden sich namhafte Produktionsfirmen sowie wichtige Dienstleistungs- und Freizeiteinrichtungen der Region.

## Vereinsmitglieder
- 12 Gemeinden:
  - Ebbs
  - Erl
  - Kössen
  - Kufstein
  - Langkampfen
  - Niederndorf
  - Niederndorferberg
  - Rettenschöss
  - Schwendt
  - Schwoich
  - Thiersee
  - Walchsee
- 2 Tourismusverbände
- 4 Sozialpartner
- 2 Institutionen
- 8 Vereine
- 6 Privatpersonen